# Șirioara, Bistrița-Năsăud
Șirioara este un sat în comuna Șieu-Odorhei din județul Bistrița-Năsăud, Transilvania, România. Lângă Șirioara a existat una dintre cele mai vechi cetăți medievale din Transilvania; cetatea a apărut în secolul X și a fost distrusă cu ocazia Bătălia de la Chiraleș în 1068. A existat și o mănăstire care a fost distrusa în timpul invaziei tătarilor din 1242.

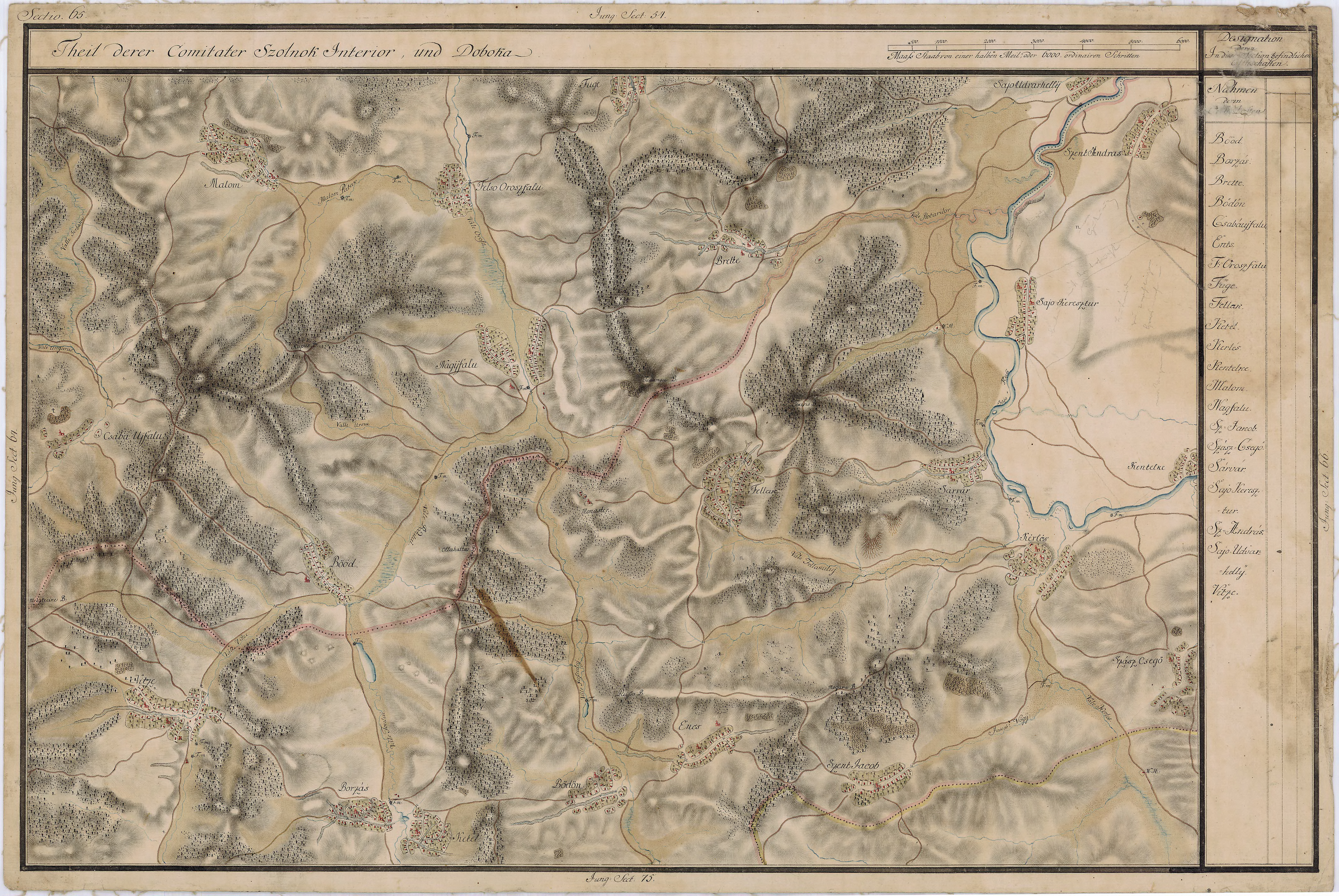
Şirioara în Harta Iosefină a Transilvaniei, 1769-73

## Vezi și
- Biserica reformată din Șirioara

## Galerie de imagini

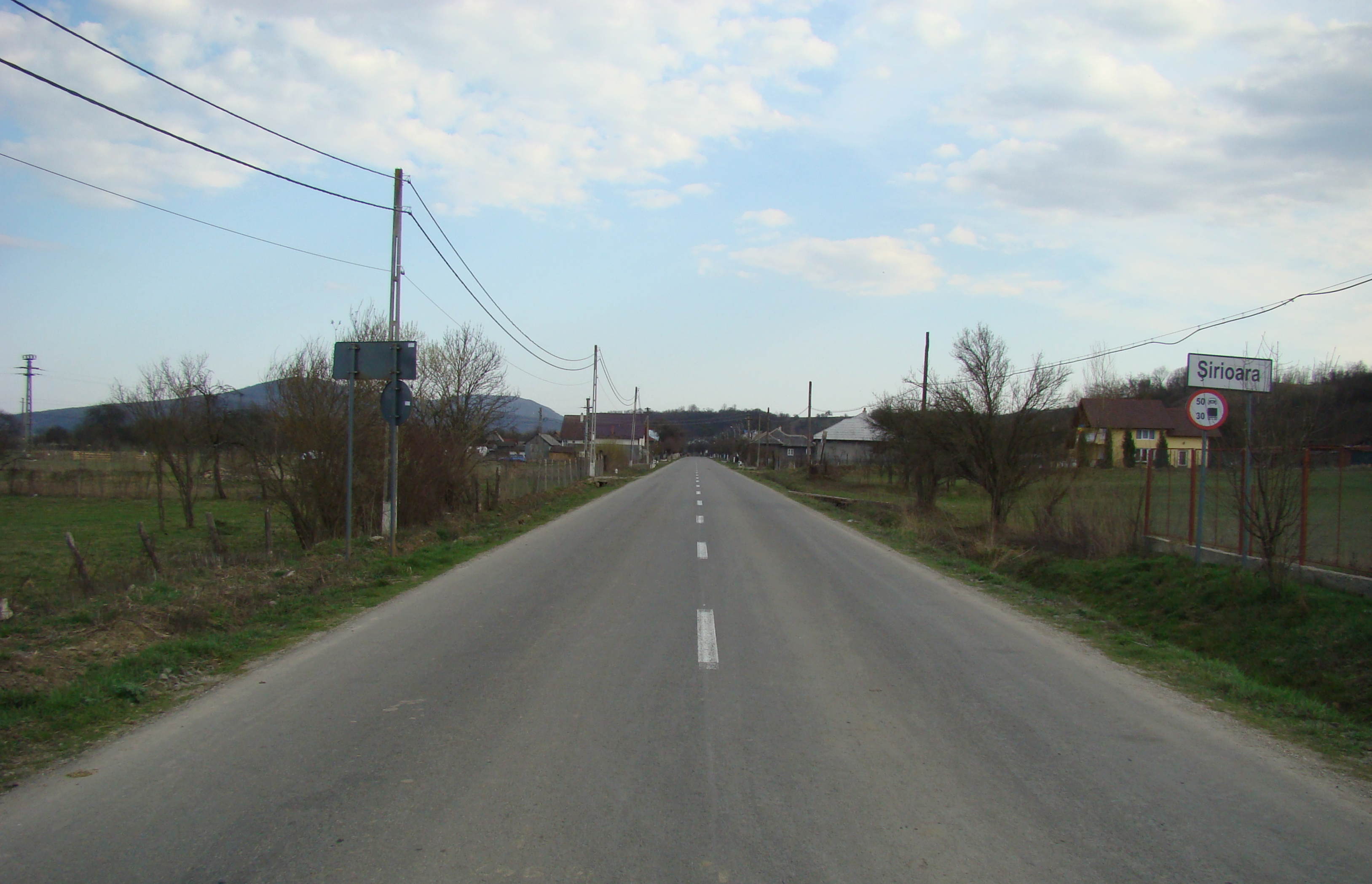
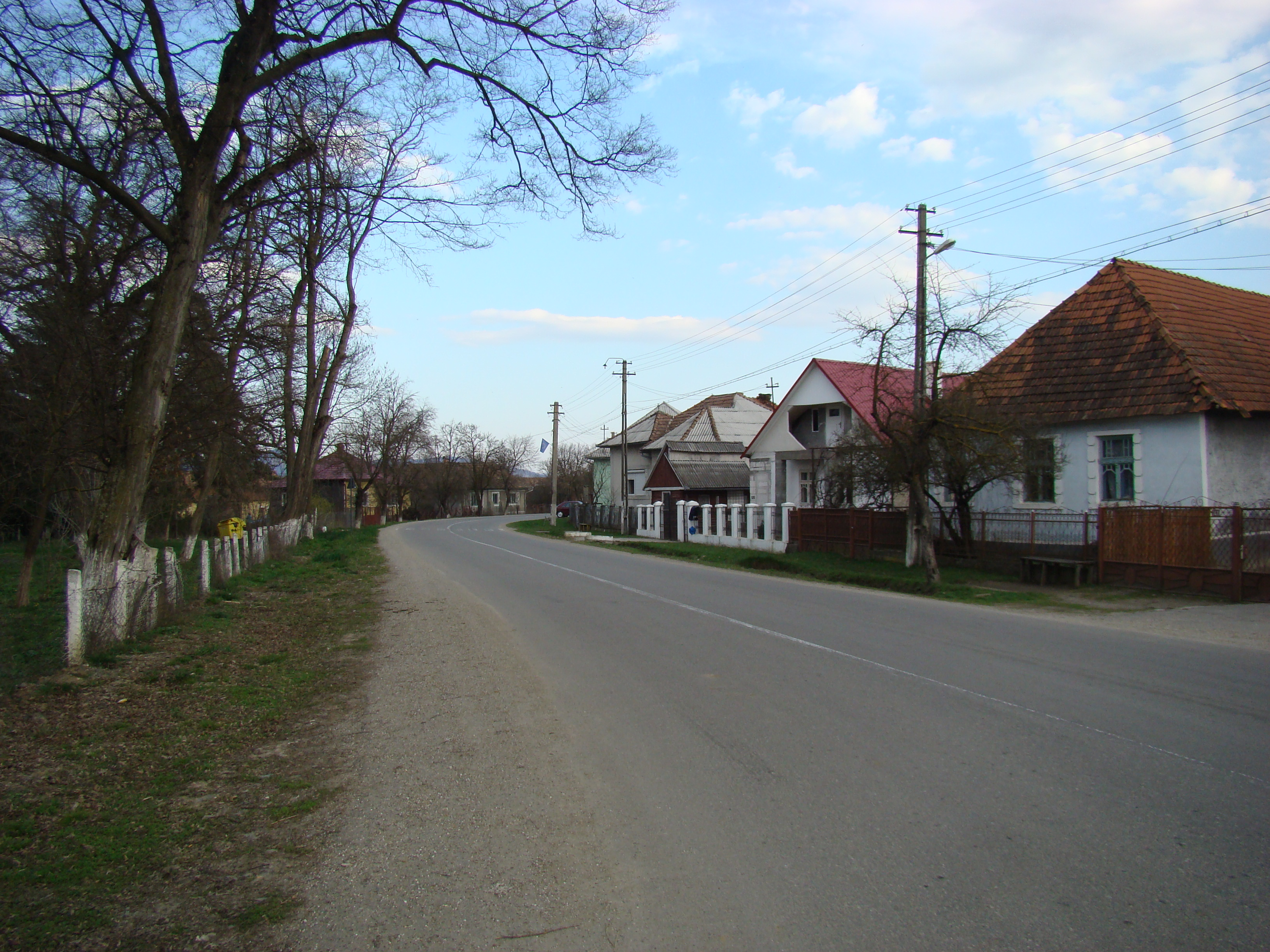
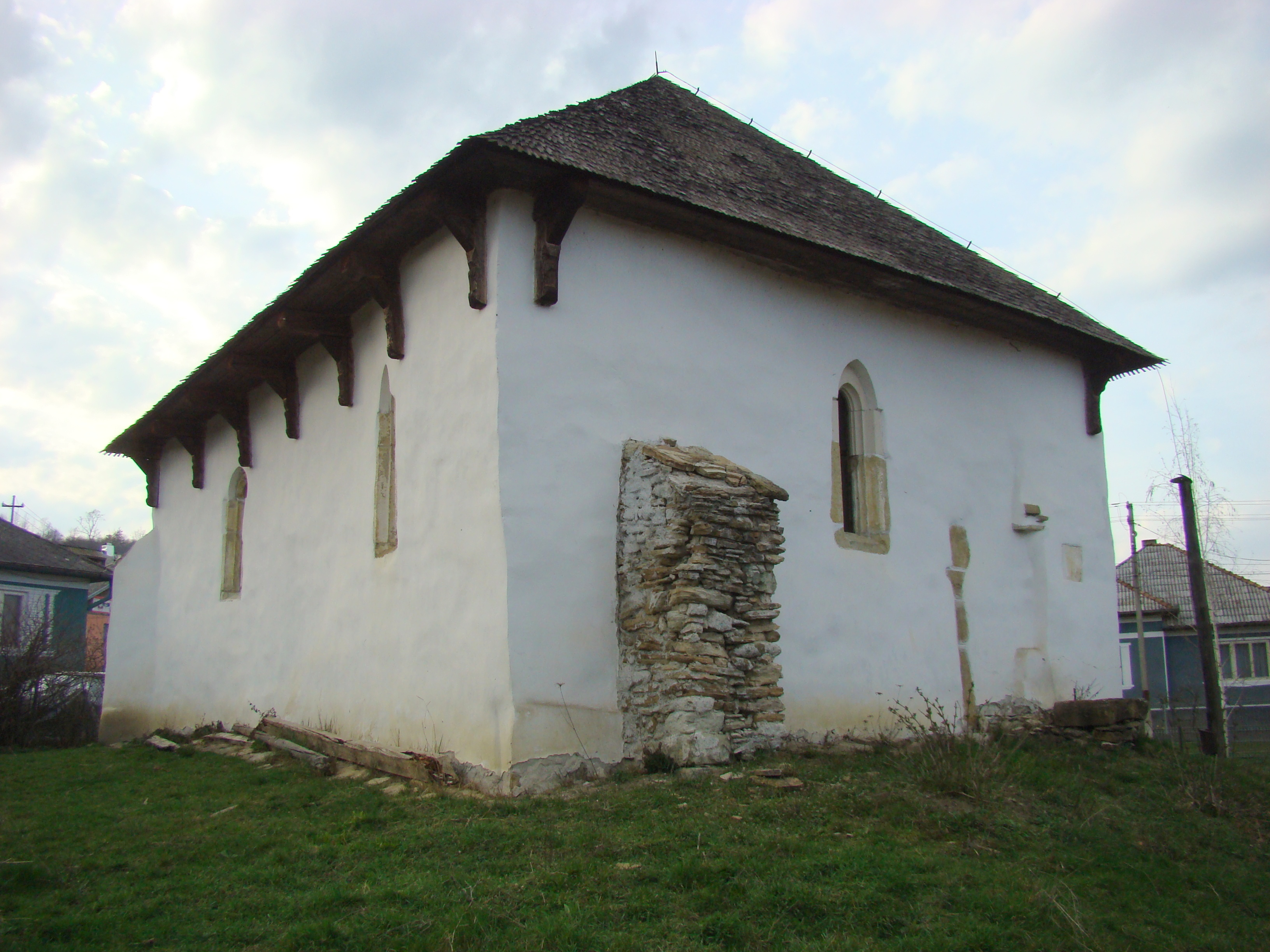
Biserica reformată (monument istoric)
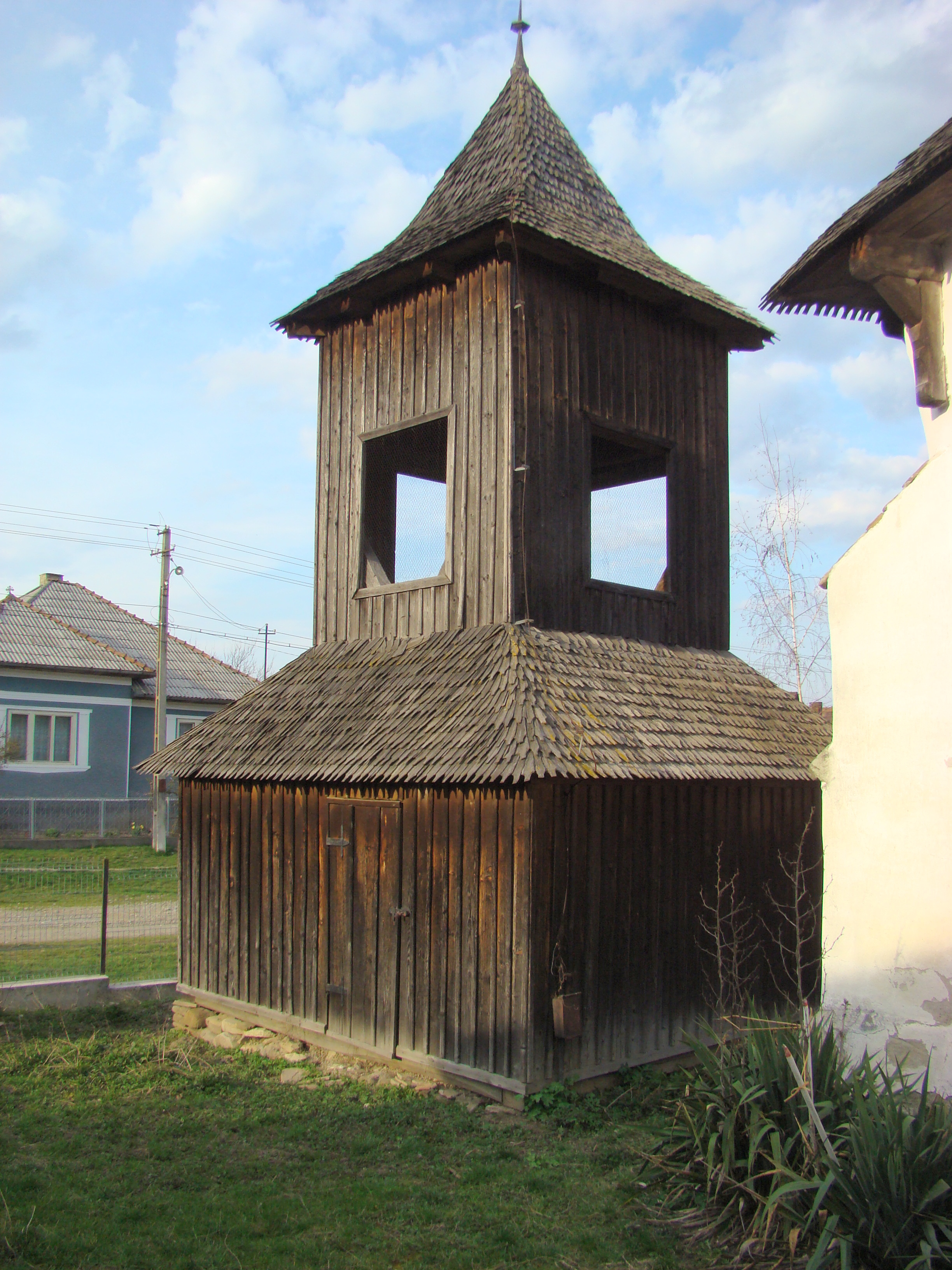
Clopotnița bisericii reformate
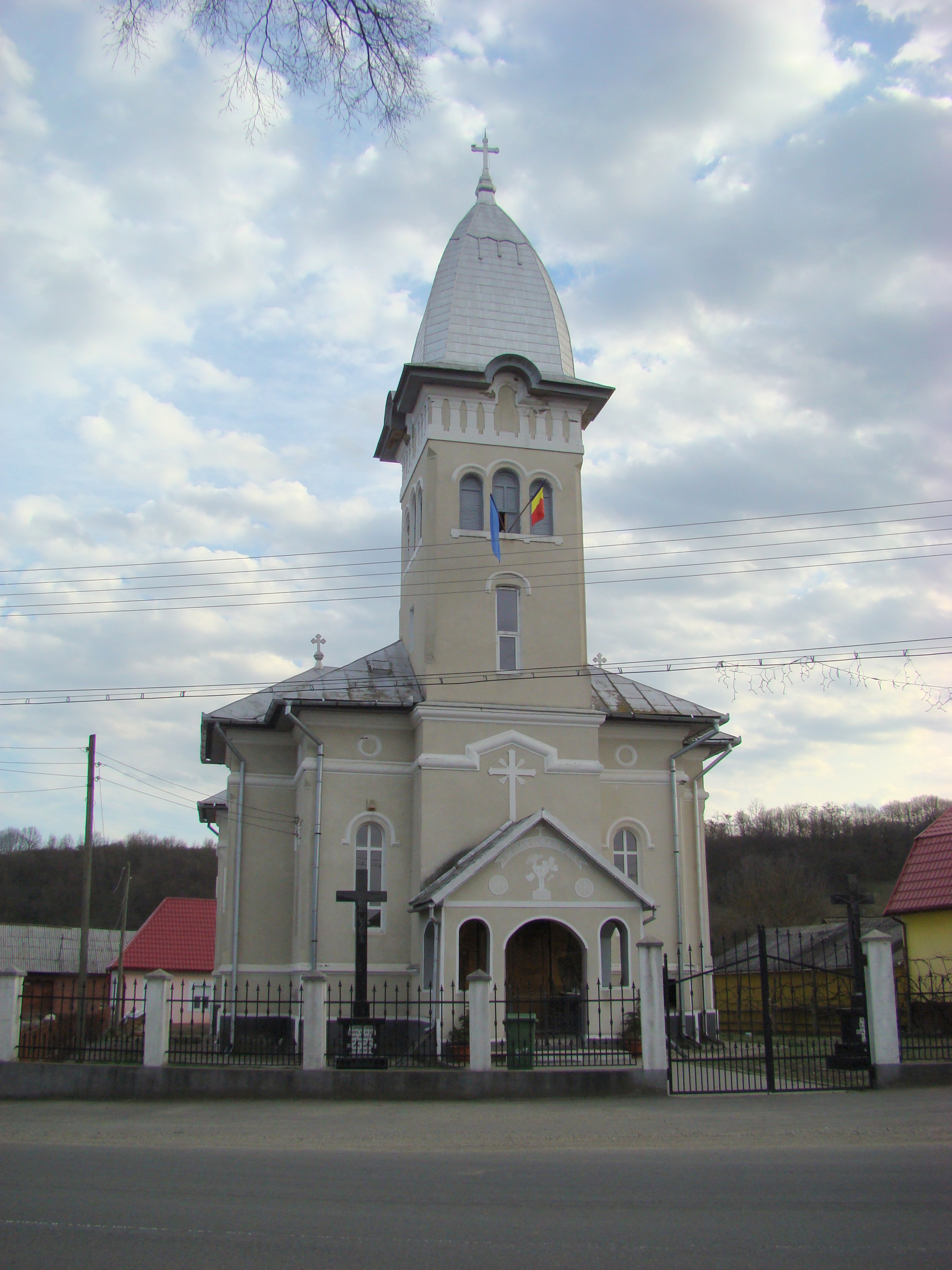
Biserica ortodoxă
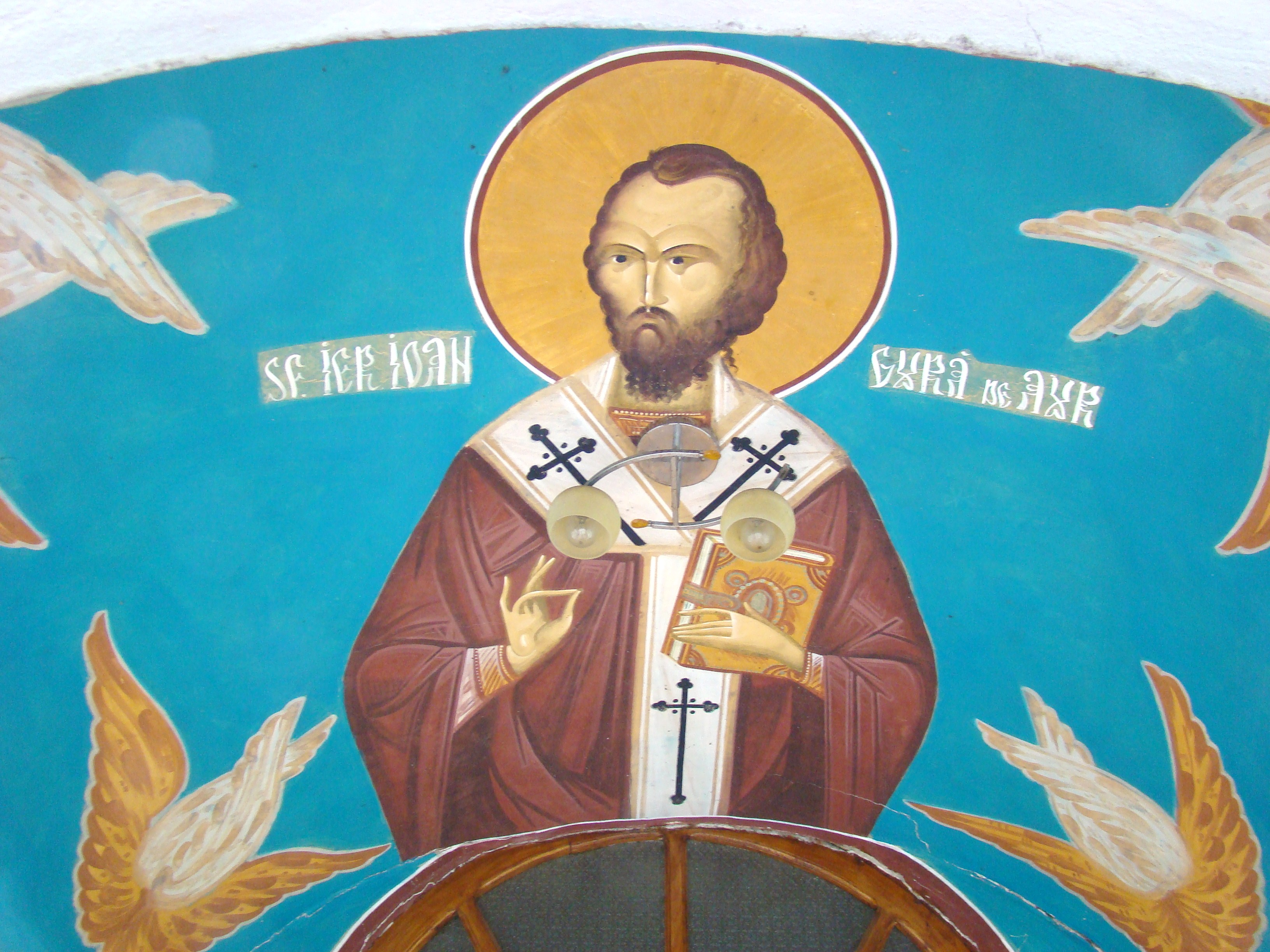
Biserica ortodoxă, pictură exterioară
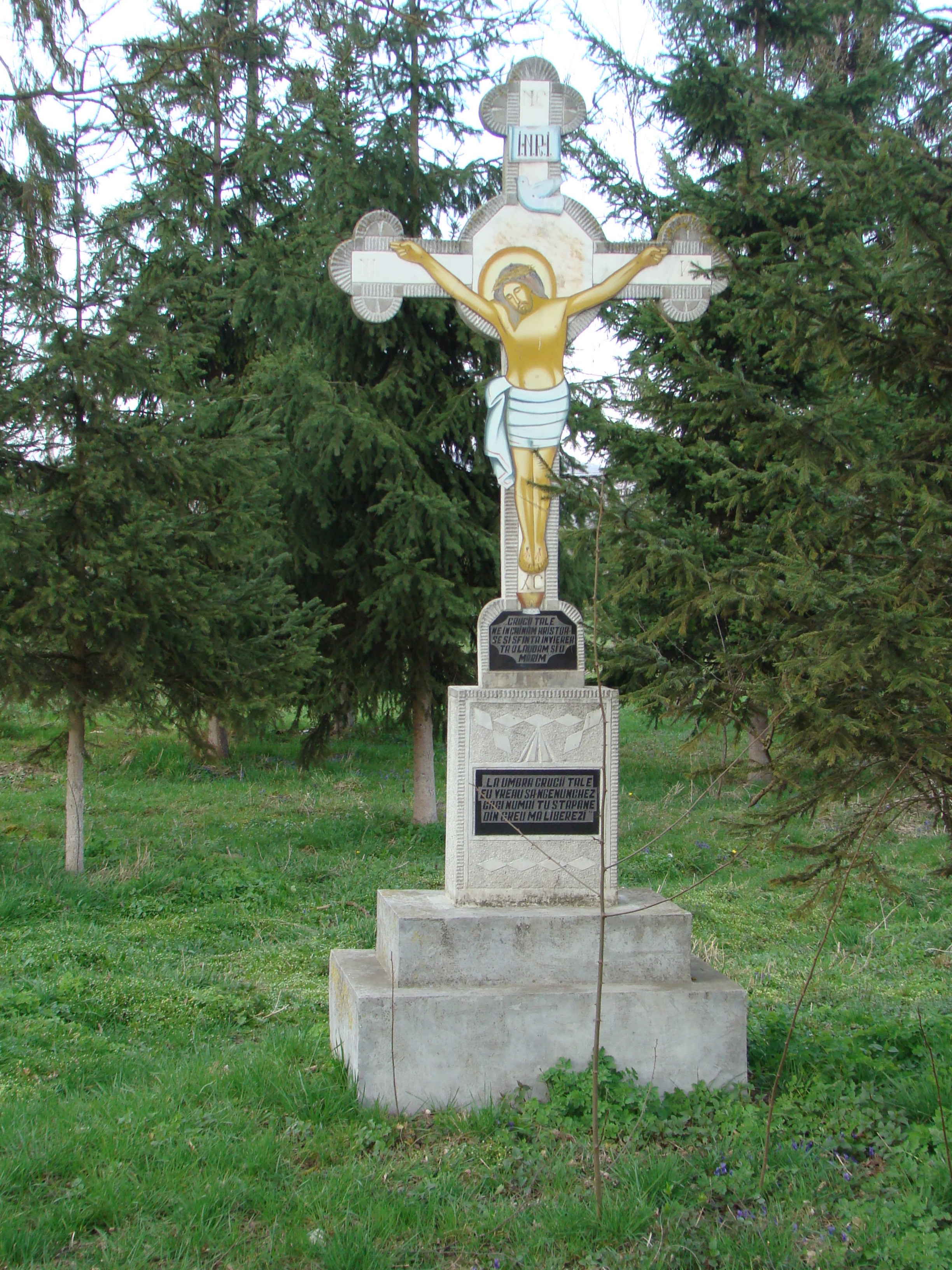
Troiță
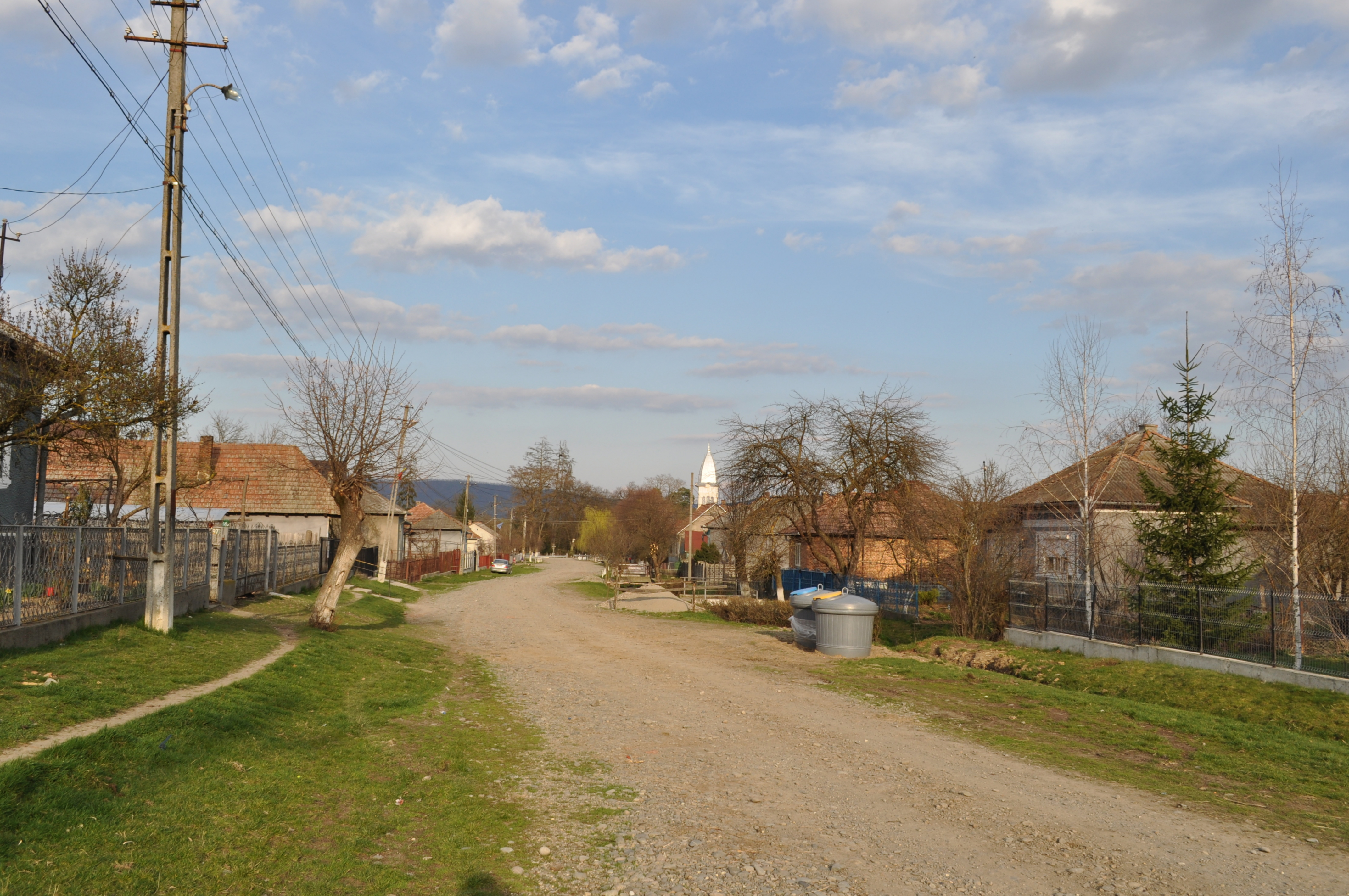